# アイリス・ウー
アイリス・ウー（Iris Woo、1993年1月12日 - ）は、マレーシア出身のシンガーソングライター、女優、タレント。スイート・ベイジル・ミュージック所属。2019年頃まで、Irisの名前で活動していた。

## 来歴
マレーシアで生まれ育つ。2011年、マレーシアの音楽コンテストで特別賞を受賞したことで音楽活動を始め、2012年にマレーシアで歌手、女優として芸能キャリアをスタートした。
2013年、Nameweeが監督を手掛けた映画『Kara King』にて女優デビュー。
2014年、歌手・女優として、アジア最大級の映画祭・アジア太平洋映画祭に参加。2015年より活動の場を日本に移す。
2016年にはミスiD2016を受賞。TV番組『ネプ&イモトの世界番付』内の「NIPPON優しさ旅」に出演し、ヒッチハイクで日本を縦断する「美少女ヒッチハイカー」として注目される。また、コーセーの「雪肌粋」のCMに出演しこちらでも人気を集める。
2016年4月にはAround the World recordingsから『I love me / good bye』がリリースされ、歌手としてもメジャー・デビューを果たした。
応募者110人の中から選ばれ2020年「東レキャンペーンガール」に選出される。 2020年に続き、21年も東レキャンペーンガールを続投する。新型コロナウイルスの影響で翌年に向けた審査が困難になったためで、2年連続起用は初。

## 人物
特技は6言語（英語、北京語、広東語、福建語、マレー語、日本語）を使える語学力、歌、ギター。
- 身長 168cm、体重 43kg。
- 特技：料理、ヨガ、利き日本酒
- 資格：SSI日本酒サービス研究会・酒匠研究会連合会認定唎酒師
- 趣味：茶道、酒蔵巡り、釣り、ランニング、トレーニング

## 出演

### テレビ
- 日本テレビ系「ネプ&イモトの世界番付」アイリスの優しさ旅（2015年11月20日〜2016年3月18日）
- AbemaTV「ABEMA Prime」月曜レポーター（2016年）
- 日本テレビ「ナカイの窓」外国人SP ゲスト出演（2016年12月21日）
- フジテレビ
  - 「新しい波24」レギュラー出演（2017年）
  - 「ちょっとザワつくイメージ調査 もしかしてズレてる?」  出演（2017年）
  - 「私たちの東京ストーリー」（2025年1月4日 - 8日） 主演・林凛 役
- BS朝日「美女と焼肉」ゲスト出演（2022年3月2日）
- 信越放送「Premium SAKE of NAGANO～中田英寿とめぐる日本酒の旅」（2023年1月18日）

### 広告
- KOSE「雪肌粋」イメージキャラクター（2016年）
- 台湾KOSE「潤肌精」イメージキャラクター（2016年）
- KOSE「Beauty Scope」 東京メトロ車内広告
- 東レキャンペーンガール （2020年・2021年）[1][6]
- アデランス「KAMIGA」広告（2021年）

### 舞台
- ミュージカル「クリスマスキャロル」（2018年12月12日 - 16日、東京・東京キネマ倶楽部） - アイリス役
- 堀江貴文主演「湘南美容クリニック」presents ミュージカル「クリスマスキャロル2019」
  - 2019年12月11日 - 15日、東京・東京キネマ倶楽部
  - 12月24日 - 25日、大阪・味園ユニバース） - アイリス役

### 映画
- コンフィデンスマンJP プリンセス編（2020年） - 道化師役

### イベント
- VIRALFESTASIA 2016」(2016年7月16日）インドネシア・バリ島
- 敬愛大学稲毛キャンパス敬愛フェスティバル2016 （2016年10月15日）
- 大阪医科大学さわらぎキャンパス学園祭（2016年10月22日）
- 拓殖大学文京キャンパス紅陵祭（2016年10月23日）
- 聖隷クリストファー大学聖灯祭（2016年11月5日）
- ルーテル学院大学第38回愛祭（2016年11月6日）
- 「黒フェス2017～白黒歌合戦～」出演（2017年9月6日）
- C3AFAシンガポール2017（2017年11月23日-25日）
  - サンテック・シンガポール国際会議展示場
    - 23日ライブステージ出演
    - 24日メインステージのオープニングアクト
    - 25日ニコニコ生放送でえなこと初MC[8]。
- C3AFA香港2019（2019年2月22日-24日　香港会議展覧センター）
  - 24日メインステージの終盤ゲストとしてBACK-ONと登場
- 日本酒造組合中央会「全国一斉日本酒で乾杯!2020」ゲスト出演（2020年10月16日オンライン）

## ディスコグラフィー

### シングル
|     | 発売日         | タイトル                                             | タイアップ |
| --- | -------------- | ---------------------------------------------------- | --- |
| 1st | 2016年4月27日  | I love me / good bye                                 | コーセー雪肌粋 TVCMソング                                                                                     |
| 2nd | 2016年9月14日  | 小さな声                                             | AbemaTV 「ABEMA Prime」エンディングテーマ                                                                     |
| 3rd | 2017年5月31日  | ファンタスティックジャパン／One More Step! ／Rainbow | コーセー雪肌粋 TVCMソング 洋服の青山「フレッシャーズ2017」 TV-CMソング 洋服の青山「ANCHOR WOMAN」 TV-CMソング |
| 4th | 2017年10月18日 | 赤だけが足りない                                     | 劇場版「コードギアス 反逆のルルーシュ興道」主題歌                                                             |
| 5th | 2018年6月6日   | 明日へ                                               | ガンダムビルドダイバーズ エンディングテーマ曲                                                                 |
| 6th | 2018年12月13日 | 田中さん                                             | コーセー雪肌粋 TVCMソング                                                                                     |